# Digital Equipment Corporation
Digital Equipment Corporation je bila najnaprednija američka kompanija u oblasti računarske industrije. Unutar industrije je bila poznata pod skraćenicom DEC. (Ovu skraćenicu je svojevremeno koristio i sam Digital, ali je službeno ime uvijek bilo DIGITAL.) Njeni PDP i VAX modeli su po mišljenju mnogih bili najpopularniji mini-računari u naučnoj i inženjerskoj zajednici 1970-ih i 1980-ih. DEC je u junu 1998. godine kupljen od strane Compaqa, koji se nakon toga spojio s Hewlett-Packardom u maju 2002. godine. Godine 2006. njeni modeli su se još uvijek proizvodili pod HP-ovim imenom. Od 1957. do 1992. sedište kompanije je bila stara predionica vune u gradu Majnard u Masačusetsu.
Digital Equipment Corporation ne treba mešati s Digital Researchom, niti s Western Digitalom (uprkos tome što jeWestern Digital napravio LSI-11 čipsetove korištene u DEC-ovim PDP-11/03 računarima). S druge strane valja podsjetiti da su postojale laboratorije pod nazivom Digital Research Laboratories gdje je DEC vršio istraživanja.

## Istraživanje
DEC-ove istraživačke laboratorije su vršile Digitalova korporativna istraživanja. Nekima od njih je upravljao Compaq a još uvijek njima upravlja Hewlett-Packard. Laboratorije su:
- Zapadna istraživačka laboratorija (WRL) u Palo Altu
- sistemi istraživački centar (SRC) u Palo Altu
- Laboratorija za mrežne sisteme (NSL) - u Palo Altu
- Kembridž istraživačka laboratorija (CRL) u Kembridž u državi Masačusets
- Pariska istraživačka laboratorija (PRL) u Parizu

## Literatura
- McNamara, John E.; Bell, C. Ritchie; Mudge, J.. Craig (1978). Computer engineering: A DEC view of hardware systems design. Maynard, Mass: Digital Press. ISBN 978-0-932376-00-8.
- Michael Sonduck; Schein, Edgar H.; Paul J. Kampas; Peter Delisi (2003). DEC Is Dead, Long Live DEC: The Lasting Legacy of Digital Equipment Corporation. San Francisco, Calif: Berrett-Koehler Publishers. ISBN 978-1-57675-225-8.

## Dodatna literatura
- (Present), Digital Equipment Corporation: Nineteen Fifty-Seven to the Present (PDF). DEC Press. 1978.
- David Donald Miller, "OpenVMS Operating System Concepts", Elsevier, 1997
- Alan R. Earls, (2004). Digital Equipment Corporation. Arcadia Publishing. ISBN 978-0-7385-3587-6.
- Edgar H. Schein, Peter S. DeLisi, Paul J. Kampas, and Michael M. Sonduck, (2003). DEC Is Dead, Long Live DEC – The Lasting Legacy of Digital Equipment Corporation. San Francisco: Barrett-Koehler. ISBN 978-1-57675-225-8.
- Jamie P. Pearson, (1992). Digital At Work – Snapshots of the First 35 Years (PDF). Digital Press. ISBN 978-1-55558-092-6.
- Glenn Rifkin, and George Harrar, (1988). The Ultimate Entrepreneur – The Story of Ken Olsen and Digital Equipment Corporation. Contemporary Books. ISBN 978-0-8092-4559-8.
- C. Gordon Bell, J. Craig Mudge, and John E. McNamara, (1978). Computer Engineering – A DEC View of Hardware Systems Design. Digital Press. ISBN 978-0-932376-00-8..

## Spoljašnje veze
- „”. Архивирано на веб-сајту  (21. март 2015)